# ワ空港
ワ空港（ワくうこう、Wa Airport）は、ガーナの空港。ICAO空港コードはDGLW。アッパー・ウエスト州の州都ワにある。
運営はガーナ空港公社。年間約25,000人の乗降客があり、2022年時点でガーナにおいて5番目に乗降客数の多い空港である。

## 歴史
1958年に政府によって土地が買い上げられ、建設が進められた。

## 就航航空会社と就航都市
2019年10月に商用航空が開始され、アフリカ・ワールド航空がアクラからタマレ空港を経由し就航した。コロナ禍により2020年3月に運行停止となり、その後も安全上の課題もあり停止されたままである。
2021年12月にパッション航空（Passion Air）が週3便で就航、その後週5便に増便されている。
| 航空会社       | 就航地                                         |
| -------------- | ---------------------------------------------- |
| パッション航空 | コトカ国際空港（アクラ）、クマシ空港（クマシ） |

## 統計
ガーナ民間航空局による空港を通過する乗客の推移を示したデータ。